# Stefanie Gräfe

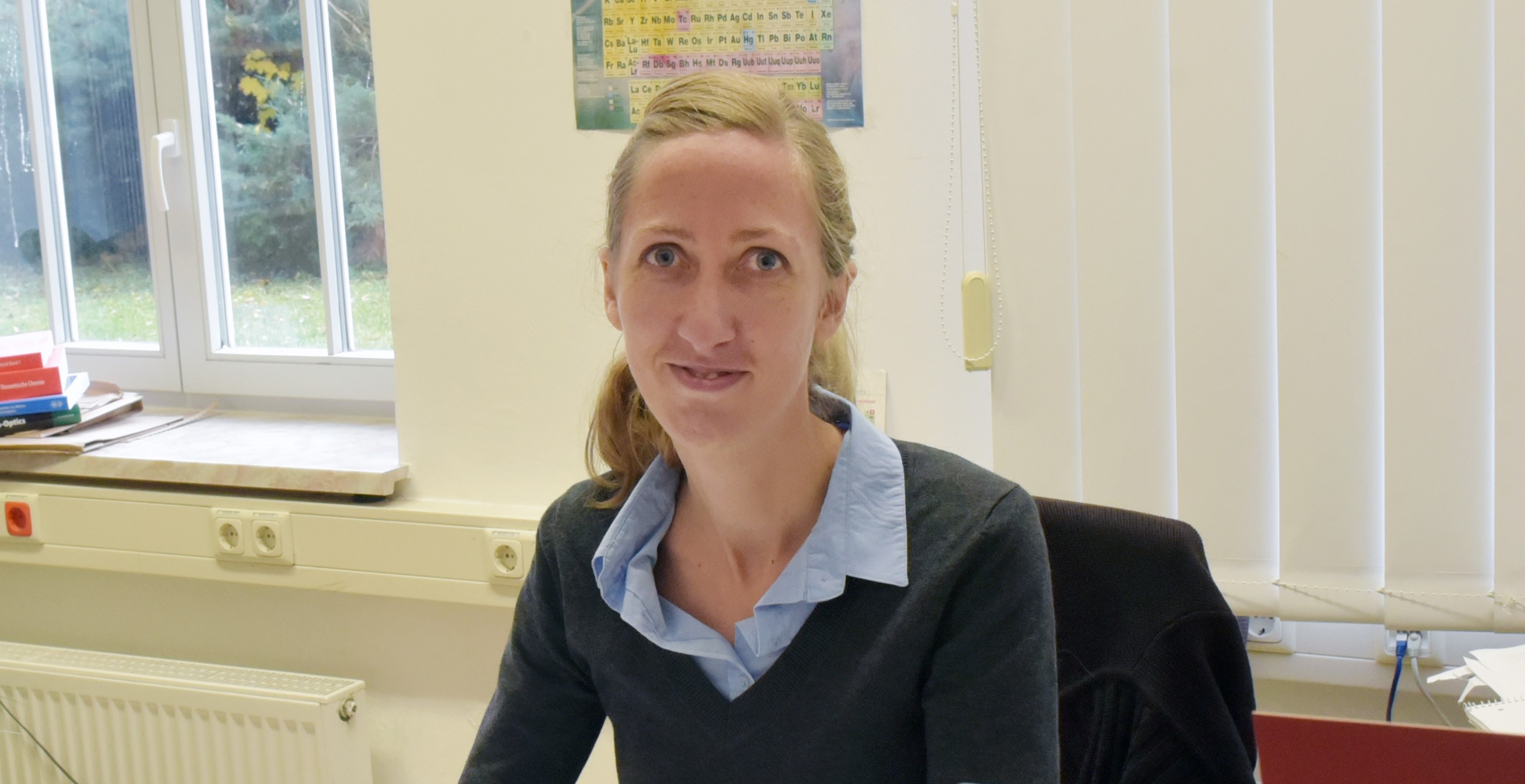
Stefanie Gräfe (2017)

Stefanie Gräfe (* 1979) ist eine deutsche Chemikerin.
Gräfe studierte ab 1998 Chemie an der Universität Würzburg mit dem Diplom 2003 und der Promotion bei Volker Engel 2005 (Dissertation: Laser-Control of Molecular Dynamics). Als Post-Doktorandin war sie am Steacie Institute for Molecular Sciences in Ottawa bei Misha Ivanov  und 2008 bis 2011 an der TU Wien bei Joachim Burgdörfer. 2009 war sie Vertretungsprofessorin in Jena. Danach forschte sie wieder an der TU Wien. 2013 wurde sie Professorin für Theoretische Chemie an der Friedrich-Schiller-Universität Jena.
Schwerpunkt ihrer Untersuchungen ist die Wechselwirkung ultrakurzer Laserpulse mit Atomen und Molekülen.

2018 erhielt sie für ihre Arbeiten den mit 1,9 Millionen Euro dotierten ERC Consoldiator Grant des Europäischen Forschungsrates.
 Damit will sie ein Projekt QUEM-CHEM (Zeit- und Raum-aufgelöste ultraschnelle Dynamiken in Molekül-Plasmon-Hybrid-Systemen) finanzieren. Ein System aus Molekülen an metallischen Nanoteilchen wird mit einem Laser bestrahlt. Das löst Plasmon-Anregungen (elektronische Anregungen) im Metall aus und Reaktionen (Plasmon-Katalyse) mit dem Molekül. Ihre Gruppe studiert vor allem theoretische Modelle und Computersimulationen der Vorgänge, die dann in der Gruppe von Volker Deckert überprüft werden sollen. Mögliche Anwendungen wären Sensoren für Moleküle.

## Schriften
- Laser-control of molecular dynamics. Würzburg 2007, DNB 976127016, urn:nbn:de:bvb:20-opus-13388 (Dissertation, Universität Würzburg).